# Arno Jahner
Arno Jahner (* 25. Dezember 1946 in Neumünster) ist ein deutscher Politiker (SPD).
Jahner erreichte die mittlere Reife und machte eine Lehre zum Konditor. Er studierte Sozialmanagement und war danach Verwaltungsangestellter bei der Bundeswehr sowie Einrichtungsleiter und Prokurist.
1979 wurde Jahner Mitglied der SPD. Er wurde 1980 Stadtteilvorsteher in Faldera und 1985 Mitglied der Ratsversammlung. 1990 wurde er Mitglied des Magistrats, von 1990 bis 1994 war er Gesundheitsdezernent, Mitglied im Hauptausschuss und gesundheitspolitischer Sprecher der Stadt Neumünster. Von 2000 bis 2005 saß er im Landtag von Schleswig-Holstein, direkt gewählt im Landtagswahlkreis Neumünster.